# 2. Lig 2024
La 2. Lig 2024 è la 14ª edizione del campionato di football americano di secondo livello, organizzato dalla TBSF.

## Squadre partecipanti
| Club                              | Città          | Stadio | Sponsor ufficiale | Risultato nella stagione 2023 |
| --------------------------------- | -------------- | ------ | ----------------- | ----------------------------- |
| Anadolu Rangers                   | Eskişehir      |        |                   |                               |
| Antalya Vandals                   | Adalia         |        |                   |                               |
| Balıkesir Büyükşehir Belediyespor | Balıkesir      |        |                   |                               |
| Ege Dolphins                      | Smirne         |        |                   |                               |
| Hacettepe Red Deers               | Ankara         |        |                   |                               |
| Kırıkkale Gunners                 | Kırıkkale      |        |                   |                               |
| Kocatepe Victory Walkers          | Afyonkarahisar |        |                   |                               |
| Sakarya Tatankaları               | Sakarya        |        |                   |                               |
| Uludağ Timsahlar                  | Bursa          |        |                   |                               |

## Stagione regolare

### Calendario

#### 1ª giornata
| Adalia 10 marzo 2024, ore 13:30 | Antalya Vandals | 29 – 6 | Kocatepe Victory Walkers | SB Sports Sport Center |

| Smirne 10 marzo 2024, ore 14:00 | Ege Dolphins | 28 – 0 | Uludağ Timsahlar | Kemal Paşa Armutlu Futbol Tesisleri |

| Kırıkkale 10 marzo 2024, ore 15:00 | Kırıkkale Gunners | 6 – 22 | Sakarya Tatankaları | Yahşihan Yenişehir Stadyumu |

#### 2ª giornata
| Afyonkarahisar 17 marzo 2024, ore 14:00 | Kocatepe Victory Walkers | 20 – 28 | Anadolu Rangers | Afyonkarahisar Spor Kompleksi |

| Sakarya 17 marzo 2024, ore 15:00 | Sakarya Tatankaları | 0 – 21 | Hacettepe Red Deers | Sakarya Üniversitesi Besyo Stadı |

| Bursa 17 marzo 2024, ore 17:00 | Uludağ Timsahlar | 22 – 6 | Balıkesir Büyükşehir Belediyespor | Uludağ Kyk Stadyumu |

#### 3ª giornata
| 6-7 aprile 2024 | Anadolu Rangers | 0 – 25 (a tavolino) | Antalya Vandals |  |

| Ankara 7 aprile 2024, ore 13:00 | Hacettepe Red Deers | 46 – 6 | Kırıkkale Gunners | Beytepe Amerikan Futbolu Sahası |

| Balıkesir 7 aprile 2024, ore 15:00 | Balıkesir Büyükşehir Belediyespor | 0 – 16 | Ege Dolphins | Jets Arena |

#### 4ª giornata
| Adalia 21 aprile 2024, ore 14:00 | Antalya Vandals | 31 – 6 | Ege Dolphins | SB Sports Sport Center |

| Afyonkarahisar 21 aprile 2024, ore 14:00 | Kocatepe Victory Walkers | 22 – 26 | Uludağ Timsahlar | Afyonkarahisar Spor Kompleksi |

| 20-21 aprile 2024 | Anadolu Rangers | 25 – 0 (a tavolino) | Balıkesir Büyükşehir Belediyespor |  |

#### 5ª giornata
| Bursa 27 aprile 2024, ore 15:00 | Uludağ Timsahlar | 8 – 0 | Sakarya Tatankaları | Uludağ Kyk Stadyumu |

| Smirne 28 aprile 2024, ore 14:00 | Ege Dolphins | 34 – 6 | Kırıkkale Gunners | Kemal Paşa Armutlu Futbol Tesisleri |

| Balıkesir 28 aprile 2024, ore 14:00 | Balıkesir Büyükşehir Belediyespor | 6 – 28 | Hacettepe Red Deers | Jets Arena |

#### 6ª giornata
| Kırıkkale 12 maggio 2024, ore 14:00 | Kırıkkale Gunners | 6 – 29 | Antalya Vandals | Yahşihan Yenişehir Stadyumu |

| Sakarya 12 maggio 2024, ore 15:00 | Sakarya Tatankaları | 20 – 6 | Kocatepe Victory Walkers | Sakarya Üniversitesi Besyo Stadı |

| Ankara 12 maggio 2024, ore 16:00 | Hacettepe Red Deers | 14 – 0 | Anadolu Rangers | Beytepe Amerikan Futbolu Sahası |

### Classifiche
Le classifiche della regular season sono le seguenti:
- PCT = percentuale di vittorie, G = partite giocate, V = partite vinte,  P = partite perse, PF = punti fatti, PS = punti subiti

#### Girone A
| Pos. | Squadra                  | PCT   | G | V | N | P | PF  | PS  |
| ---- | ------------------------ | ----- | - | - | - | - | --- | --- |
| 1    | Antalya Vandals          | 1.000 | 4 | 4 | 0 | 0 | 114 | 18  |
| 2    | Anadolu Rangers          | .500  | 4 | 2 | 0 | 2 | 53  | 59  |
| 3    | Kocatepe Victory Walkers | .000  | 4 | 0 | 0 | 4 | 54  | 103 |

#### Girone B
| Pos. | Squadra                           | PCT  | G | V | N | P | PF | PS |
| ---- | --------------------------------- | ---- | - | - | - | - | -- | -- |
| 1    | Ege Dolphins                      | .750 | 4 | 3 | 0 | 1 | 84 | 37 |
| 2    | Uludağ Timsahlar                  | .750 | 4 | 3 | 0 | 1 | 56 | 56 |
| 3    | Balıkesir Büyükşehir Belediyespor | .000 | 4 | 0 | 0 | 4 | 12 | 91 |

#### Girone C
| Pos. | Squadra             | PCT   | G | V | N | P | PF  | PS  |
| ---- | ------------------- | ----- | - | - | - | - | --- | --- |
| 1    | Hacettepe Red Deers | 1.000 | 4 | 4 | 0 | 0 | 109 | 12  |
| 2    | Sakarya Tatankaları | .500  | 4 | 2 | 0 | 2 | 42  | 41  |
| 3    | Kırıkkale Gunners   | .000  | 4 | 0 | 0 | 4 | 24  | 131 |

## Playoff

### Tabellone
|  | Semifinali | Semifinali          | Semifinali |              |    | Final               | Final | Final |  |
|  |            |                     |            |              |    |                     |       |       |  |
|  | 1C         | Hacettepe Red Deers | 19         |              |    |                     |       |       |  |
|  | 1C         | Hacettepe Red Deers | 19         |              |    |                     |       |       |  |
|  | 2B         | Uludağ Timsahlar    | 6          |              |    |                     |       |       |  |
|  | 2B         | Uludağ Timsahlar    | 6          |              | 1C | Hacettepe Red Deers | 13    |       |  |
|  |            |                     |            |              | 1C | Hacettepe Red Deers | 13    |       |  |
|  |            |                     | 1B         | Ege Dolphins | 0  |                     |       |       |  |
|  | 1B         | Ege Dolphins        | 1B         | Ege Dolphins | 0  | 17                  |       |       |  |
|  | 1B         | Ege Dolphins        |            |              |    |                     |       |       |  |
|  | 1A         | Antalya Vandals     | 10         |              |    |                     |       |       |  |

### Semifinali
| Smirne 19 maggio 2024, ore 15:00 | Ege Dolphins | 17 – 10 | Antalya Vandals | Kemal Paşa Armutlu Futbol Tesisleri |

| Ankara 18 maggio 2024, ore 20:00 | Hacettepe Red Deers | 19 – 6 | Uludağ Timsahlar | Beytepe Amerikan Futbolu Sahası |

### Spareggio promozione
| 2024 | TBD | – | TBD |  |

### Final
| Düzce 25 maggio 2024, ore 17:30 | Hacettepe Red Deers | 13 – 0 | Ege Dolphins | Düzce Üniversitesi Futbol Sahası |

## Verdetti
- Hacettepe Red Deers Vincitori della 2. Lig 2024 e promossi in 1. Lig 2025